# Samvěd Křepelka
Samvěd Křepelka (známý také jako Sam nebo také Samvěd Zahradník, anglicky Samwise Gamgee, Samwise Gardner; * 6. dubna 2980 Třetího věku) je jedna z hlavních postav románové trilogie spisovatele J. R. R. Tolkiena Pán Prstenů. Sam je hobit a pochází z Hobitína. Jeho zbraní je krátký meč.
Ve filmové trilogii Pán prstenů ho hraje herec Sean Astin.

## Život
Sam Křepelka se narodil 6. dubna 2983 Třetího věku. Jeho otcem byl Peckoslav Křepelka, zvaný Kmotr, a matka Bella Dobříšková. Sam měl také pět sourozenců: starší Pecků, Halfera, Sedmikrásu a Máju a mladší Mochničku.
Žil od narození v Kraji a dělal zahradníka Bilbovi Pytlíkovi. Byl také zamilován do půvabné hospodské Růženy Chaloupkové, se kterou se později oženil. Jednoho rána Sam pod oknem Dna Pytle stříhal trávu a přitom vyslechl Gandalfa, jak vypráví Frodovi příběh o Prstenech moci. Gandalf to však zaznamenal a jako trest za poslouchání cizího rozhovoru ho poslal s Frodem na výpravu za zničením Prstenu.
V Roklince vyslechl Elrondovu radu a když slyšel, že se Frodo vypraví do Mordoru, aby zničil Prsten, ihned se přidal k družině. Sam se prokázal jako dobrý společník, ochránce, ale hlavně jako věrný přítel. Nesl většinu nákladu, který Frodo se Samem měli. Vařil a v noci držel stráž. V Lothlórienu dostal od Galadriel krabičku se zemí a semínkem mallornu z Galadrielina sadu.
Když potkali Gluma, Sam na rozdíl od Froda tvora prohlédl a věděl, že má nekalé úmysly. To se potvrdilo v průsmyku Cirith Ungol, kde je Glum nechal na pospas Odule. Poté, co Odula omráčila Froda, Sam s ní bojoval, zranil ji a zahnal do úkrytu. Myslel však, že Frodo je mrtvý. On ale nebyl a navíc ho zajali skřeti. Ti se ale mezi sebou servali, Sam využil situace a Froda osvobodil. Na malou chvíli dokonce nesl Prsten, který vzal omráčenému Frodovi. Po osvobození mu ho vrátil.

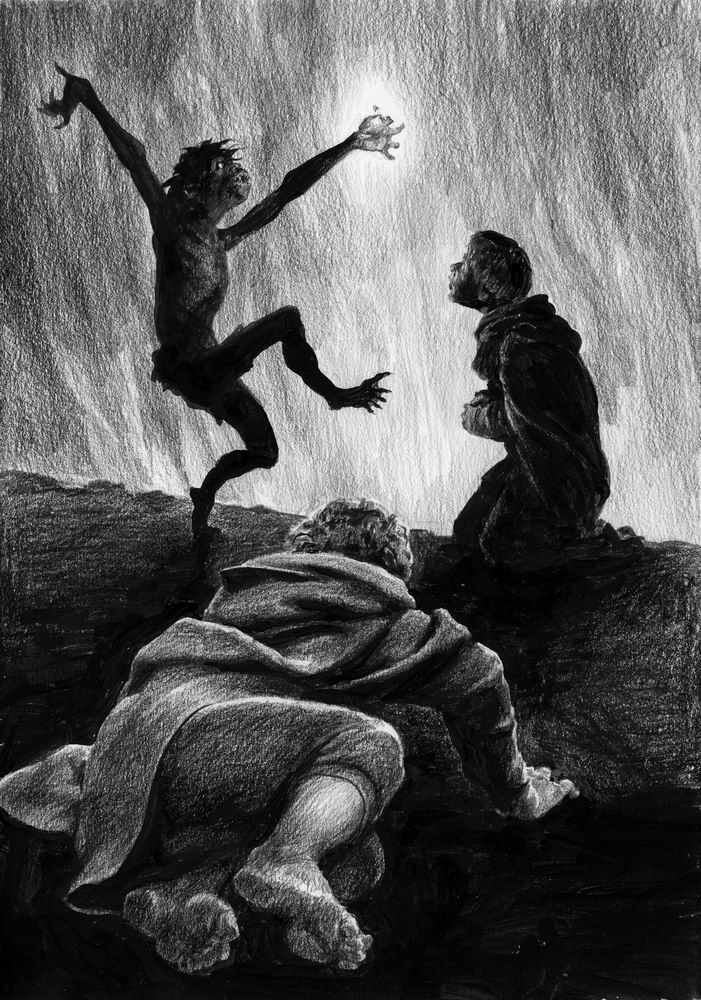
Samvěd přihlížející v nitru Hory osudu souboji Froda s Glumem

Poté společně putovali přes pustou pláň Gorgoroth a Sam Froda neustále podporoval. Frodo už téměř umíral únavou a žízní, Sam na tom nebyl o moc lépe. Nakonec se dostali do nitra Hory osudu, ale zde se znovu objevil Glum a zápasil s Frodem o Prsten.
Po zničení Prstenu byli odneseni orly na Cormallenská pole v Ithilienu (východní část Gondoru). Když se vrátili se Smíškem a Pipinem do Kraje, viděli, co se s ním stalo. Spolu s dalšími hobity vyhnali z Kraje Sarumanovy sluhy. Sám Saruman byl zabit Červivcem. Sam pak využil svůj dar od Galadriel, krabičku s požehnanou zemí a semínkem mallornu. Prach požehnané země používal u nově vysázených stromů a zbytek rozhodil na kopci do větru. Díky tomu byla také roku 1420 krajového letopočtu neuvěřitelně veliká úroda, která se stala příslovečná ještě po mnoho generací. Semínko mallornu, zlatého lórienského stromu zasadil Sam místo zničeného stromu na oslavovné louce. Onen Mallorn se poté stal divem kraje a jedním z nejkrásnějších stromů Středozemě.
Po Válce o Prsten se roku 1421 Sam oženil s Růženou Chaloupkovou, se kterou se přestěhoval do Dna Pytle. Spolu měli 13 dětí: Elanor Sličnou, Froda Zahradníčka, Růženu, Smíška, Pipina, Zlatovlásku, Peckoslava, Sedmikrásu, Prvosenku, Bilba, Rubínu, Robina a Tolmana. Po narození jejich prvního dítěte byl Sam doprovodit Froda a Bilba do Šedých přístavů, odkud odplouvali lodí do Valinoru, Země Neumírajících. Frodo Samovi odkázal Červenou knihu Západní marky (příběhy Bilba a Froda), aby ji dokončil. Roku 7 Čtvrtého věku byl Sam zvolen starostou Kraje a později byl zvolen hned několikrát.
Roku 62 Čtvrtého věku zemřela Růžena Chaloupková a Sam se rozhodl odejít. Předal Červenou knihu své dceři Elanor a opustil Kraj. Ve Středozemi ho už nikdo nikdy neviděl. Elanor tvrdí, že odešel do Šedých přístavů a odplul za Frodem do Zemí Neumírajících, do Valinoru.